# Липлянщина
Липля́нщина — село в Україні, у Народицькій селищній територіальній громаді Коростенського району Житомирської області. Населення становить 157 осіб.

## Географія
Селом протікає річка Підгірка, ліва притока Жерева.

## Історія
Поблизу села виявлено кам'яні знаряддя праці бронзової доби, виявлено давньоруський курганний могильник X—XIII століть.
У 1906 році — село Народицької волості Овруцького повіту Волинської губернії. Відстань від повітового міста 14 верст, від волості 16. Дворів 87, мешканців 509.
У 1925—54 роках — адміністративний центр Липлянщинської сільської ради Народицького району.

## Особистості
В селі народилися:
- Яр Василь Адамович (1945—2015) — український письменник.